# Ana Torroja (album)
 (février 2017).
Si vous disposez d'ouvrages ou d'articles de référence ou si vous connaissez des sites web de qualité traitant du thème abordé ici, merci de compléter l'article en donnant les références utiles à sa vérifiabilité et en les liant à la section « Notes et références ».
Pour les articles homonymes, voir Torroja.
Albums de Ana Torroja
Girados en Concierto
(2000) Frágil
(2003)
Singles
1. Mes prières
Sortie : 2001
2. Et je rêve
Sortie : 2001

Ana Torroja est le titre de l'album éponyme de la chanteuse pop espagnole Ana Torroja, sorti en 2001.

## Présentation
Ana Torroja est le deuxième album studio,élaboré en partie en langue française, de la star espagnole Ana Torroja, après Points Cardinaux, album sorti en 1997.
Dans cet album éponyme apparaissent sept chansons en français, parmi lesquelles cinq sont inédites, les autres étant déjà connues de son précédent album.
Cet album est complété par une tournée dans différentes villes françaises, mais elle a été, selon les propres commentaires de la chanteuse, son échec le plus retentissant
 (mai 2023).
.
Cependant, son passage par la France lui a permis de produire ses nouvelles créations.

## Liste des titres
| 1.    | Mes prières                                | Maxim Nucci                                                  | 3:43 |
| 2.    | Apprends-moi                               | Nathaniel Brendel, Tristan Boccara                           | 3:47 |
| 3.    | Ya no te quiero                            | Nacho Béjar                                                  | 4:40 |
| 4.    | Et je rêve                                 | Joëlle Kopf, Michel Amsellem                                 | 4:19 |
| 5.    | Qui a le droit (en duo avec Patrick Bruel) | Patrick Bruel, Gérard Presgurvic                             | 3:43 |
| 6.    | Cœurs (Corazones)                          | Ana Torroja, Miguel Bosé, Lanfranco Ferrario, Massimo Grilli | 3:48 |
| 7.    | Cuando no estás                            | Ana Torroja, Andrés Levin y Arto Lindsay                     | 4:21 |
| 8.    | Ensemble                                   | Peter Lorne                                                  | 5:10 |
| 9.    | Libre (When dreams turn to dust)           | Cathy Dennis, Guy Chambers                                   | 3:30 |
| 10.   | Bésame                                     | A. Torroja, V. Canturia, A. Levin                            | 4:12 |
| 11.   | Una canción de amor                        | Txetxo Bengoetxea                                            | 4:21 |
| 45:47 |                                            |                                                              |      |

### Disque promotionnel
Pour promouvoir son album, Ana Torroja sort un disque promotionnel en France, en 2001, se composant d'extraits de ses 5 inédits en français
| No | Titre                                | Durée |
| -- | ------------------------------------ | ----- |
| 1. | Mes prières                          | 1:05  |
| 2. | Apprends-moi                         | 1:45  |
| 3. | Et je rêve                           | 1:59  |
| 4. | Qui a le droit                       | 1:08  |
| 5. | Ensemble (en duo avec Patrick Bruel) | 1:30  |